# Luca Lanotte

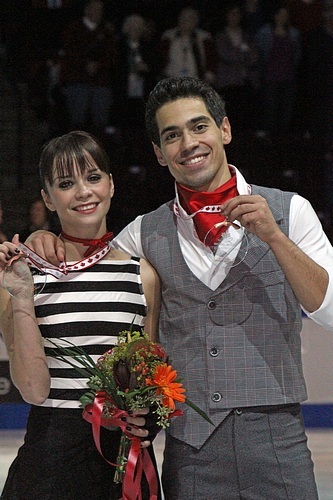
Lanotte en Anna Cappellini (2011)

Luca Lanotte (Milaan, 30 juli 1985) is een Italiaans kunstschaatser die actief is in de categorie ijsdansen. Hij nam met zijn schaatspartner Anna Cappellini deel aan drie edities van de Olympische Winterspelen: Vancouver 2010, Sotsji 2014 en Pyeongchang 2018. In 2014 werd het paar zowel wereld- als Europees kampioen bij het ijsdansen. Eerder schaatste Lanotte met Camilla Spelta en Camilla Pistorello.

## Biografie
Lanotte begon, enthousiast geworden door zijn zus die aan synchroonschaatsen deed, op zevenjarige leeftijd met schaatsen en maakte als tienjarige jongen de overstap naar het ijsdansen. Voor hij aan Cappellini gekoppeld werd, had hij al drie ijsdanspartners gehad. Met Camilla Pistorello nam hij deel aan de WK junioren 2005, waar het paar op de negende plek eindigde.
Hij vormde vanaf 2005 een paar met Anna Cappellini. Ze eindigden als vierde bij de WK junioren 2006. Het seizoen erna schoven ze door naar de senioren. Tussen 2007 en 2017 veroverden Cappellini en Lanotte vier keer de zilveren en zes keer de gouden medaille bij de Italiaanse kampioenschappen. Ze namen elf keer deel aan de WK (1x goud) en tien keer aan de EK (1x goud, 3x zilver, 1x brons).
Bij hun deelnames aan de Olympische Winterspelen eindigden ze als 12e in 2010 en als 6e in 2014. Met het Italiaanse team werden Cappellini en Lanotte in 2014 vierde. Als tieners hadden Cappellini en Lanotte twee jaar een relatie; Lanotte is nu samen met kunstschaatsster Eve Bentley.

## Persoonlijke records
Anna Cappellini / Luca Lanotte
| records             | punten | datum      | toernooi |
| ------------------- | ------ | ---------- | -------- |
| Hoogste totaalscore | 182.72 | 31-03-2016 | WK       |
| Hoogste korte kür   | 072.39 | 25-03-2015 | WK       |
| Hoogste vrije kür   | 112.07 | 31-03-2016 | WK       |

## Belangrijke resultaten
2000-2004 met Camilla Spelta, 2004/05 met Camilla Pistorello, 2005-2018 met Anna Cappellini
| Olympische Spelen        |    |    |       |        |       |               |               |               | 12e           |               |               |               | 6e 4e (team)  |               |               |               | 6e 4e (team)  |
| Wereldkampioenschap      |    |    |       |        |       | 13e           | 10e           | 10e           | 11e           | 8e            | 6e            | 4e            | Goud          | 4e            | 4e            | 6e            | 4e            |
| Europees kampioenschap   |    |    |       |        |       | 8e            | 7e            | 5e            | 6e            | t.z.t.        | 4e            | Brons         | Goud          | Zilver        | Zilver        | Zilver        | 4e            |
| Grand Prix-finale        |    |    |       |        |       |               |               |               | 5e            |               |               | 4e            | 6e            |               | Brons         |               | 6e            |
| Nationaal kampioenschap  |    |    |       |        |       | Zilver        | Zilver        | Zilver        | Zilver        | t.z.t.        | Goud          | Goud          | Goud          | Goud          | Goud          | Goud          | Goud          |
| WK junioren              |    |    |       | 9e     | 4e    | geen deelname | geen deelname | geen deelname | geen deelname | geen deelname | geen deelname | geen deelname | geen deelname | geen deelname | geen deelname | geen deelname | geen deelname |
| Junior Grand Prix-finale |    |    |       |        | Brons | geen deelname | geen deelname | geen deelname | geen deelname | geen deelname | geen deelname | geen deelname | geen deelname | geen deelname | geen deelname | geen deelname | geen deelname |
| NK junioren              | 4e | 4e | Brons | Zilver | Goud  | geen deelname | geen deelname | geen deelname | geen deelname | geen deelname | geen deelname | geen deelname | geen deelname | geen deelname | geen deelname | geen deelname | geen deelname |